# Castlecary
Castlecary est un village situé dans le North Lanarkshire, en Écosse.

## Histoire

### Héritage romain
Castlecary, comme beaucoup d'autres villages de la région, est imprégné de l'histoire romaine en Ecosse. Le mur d'Antonin traverse le village. Vers 80 apr. J.-C., un camp romain fut construit à Castlecary. Cela pourrait avoir eu lieu pendant la quatrième campagne du gouverneur Agricola.[7] La plupart des forts romains le long du mur abritaient des garnisons d'environ 500 hommes.[8] Les forts plus importants, comme Castlecary et Birrens (ou Blatobulgium), comptaient une cohorte nominale de 1 000 hommes[9], mais abritaient probablement aussi des femmes et des enfants, bien que les hommes de troupes n'aient pas le droit de se marier.[10] Il est également probable qu'il y ait eu d'importantes communautés civiles autour du site.[11] En 1769, des ouvriers cherchant des matériaux pour le canal du Forth et de la Clyde découvrirent huit maisons ainsi que les vestiges d'un établissement de bains hypocauste en forme de L dans la partie sud-est du fort.[12] À l'intérieur des murs, d'autres objets tels que des ossements humains, des tessons de poterie et des défenses de sanglier ont été découverts.[13] Historiquement, le site n'a pas été traité avec beaucoup de respect sur le plan archéologique, car même la poudre à canon était utilisée au fort pour améliorer les terres pour l'agriculture.[14] Il a cependant été fouillé avec un certain enthousiasme en 1902.
Des artefacts découverts à Castlecary[17], comme l'autel dédié à la déesse romaine Fortuna, sont désormais exposés au Hunterian Museum de Glasgow[18]. Onze ouvrages en pierre portant des inscriptions ont été retrouvés dans le fort de Castlecary. Neuf d'entre eux étaient des autels ; six portent le nom d'unités militaires romaines[19]. Une statuette en grès de Fortuna[20], la déesse romaine de la chance, du destin, de la fortune[21] (et même, dans Fortuna Redux[22], du retour en toute sécurité), a été découverte à Castlecary en 1771. Fortuna est représentée sur environ 1 000[23] pièces de monnaie romaines différentes, et leur examen ne laisse guère de doute quant à l'identité de Fortuna et non de Mercure.[24] Un autel romain dédié à Mercure, construit par la Sixième Légion, a été découvert à Castlecary[25][26]. George MacDonald le classe au numéro 36 dans la deuxième édition de son ouvrage The Roman Wall in Scotland[27]. C'est un petit autel ; Macdonald dit qu'il ne mesure qu'environ 50 cm sur 25 cm. Il le considérait comme remarquable car il démontrait que les Italiens et les Bretons étaient des compagnons d'armes dans l'armée romaine. Un autel dédié à une déesse inconnue a été découvert lors du creusement du canal. Il est difficile d'y lire plus de quatre lettres.
Quelques pièces de monnaie et les restes d'un tuba romain ont également été récupérés, ainsi qu'une paire de petites chaussures, suggérant la présence d'enfants sur place.[33] Les National Scottish Museums répertorient également un embout buccal, un fragment de coupe en verre, un marteau à griffes en fer, une spatule en bois et deux pierres sculptées. Une pierre identifie la « sixième cohorte, le siècle d'Antonius Aratus ».[34] Au XXIe siècle, un trésor constitué d'une tête de lion a été découvert à Castlecary.[35][36] Le site en relation avec le Red Burn, le canal de Forth et Clyde, la route et l'ancienne gare ferroviaire sont visibles sur des cartes plus anciennes.[37][38] Le canal traverse le Red Burn sur un aqueduc,[39] près de Bonny Water, juste à l'extérieur de Castlecary.[40] Juste à l'ouest de Castlecary, à Garnhall,[41] deux camps temporaires romains ont été découverts. Une enceinte ronde et une structure identifiée comme une possible tour de guet ont également été découvertes, bien qu'elles ne soient plus visibles aujourd'hui.[42] À Tollpark,[43] subsiste l'une des plus longues portions continues du Mur. Elle se trouve entre les forts de Castlecary et de Westerwood.[44] Une porte derrière l'hôtel permet d'accéder à cette section du Mur.[45]
Certains antiquaires ont avancé que Castlecary était la Coria Damniorum de Ptolémée, bien que de telles affirmations manquent de preuves.[46] Les Damnonii ou Damnii eux-mêmes ne sont mentionnés que par Ptolémée.[47]